# Allopachria liselotteae
Allopachria liselotteae är en skalbaggsart som beskrevs av Wewalka 2000. Allopachria liselotteae ingår i släktet Allopachria och familjen dykare. Inga underarter finns listade i Catalogue of Life.